# Ołeksandr Kolczenko (aktywista)
Ołeksandr Ołeksandrowycz Kolczenko, ukr. Олександр Олександрович Кольченко, ros. Александр Александрович Кольченко (ur. 26 września 1989 w Symferopolu) – ukraiński aktywista lewicowy, ekologiczny i związkowy, antyfaszysta, anarchista oraz archeolog. Aresztowany w 2014 przez rosyjską administrację Krymu pod zarzutem planowania działań terrorystycznych.

## Życiorys
Urodził się 26 listopada 1989 w Symferopolu w rodzinie robotniczej. Ukończył szkołę w tym samym mieście.
Uczęszczał do Szkoły Obsługi i Turystyki w Symferopolu, którą ukończył z dyplomem „Menadżera Turystyki”, po czym był studentem Tawrijskiego Uniwersytet Narodowego im. Władimira Wiernadskiego. Równolegle ze studiami pracował jako kurier w Nowej Poszcie, a do 20 marca 2014 pracował w internetowej drukarni.
Według organizacji Akcja Autonomiczna Kolczenko jest zwolennikiem anarchizmu, antyfaszyzmu i internacjonalizmu oraz jest znany pod pseudonimem „Tundra”. Był aktywnym działaczem w swoim regionie, m.in. uczestniczył w akcji wspierającej pracowników Krymtrolejbus, którzy bronili swoich praw, prowadził na Krymie kampanie upamiętniającą Anastasjię Baburową i Iwana Chutorskiego. Również w czasie studiów, brał udział w kampanii broniącej bezpłatnej edukacji i autonomii uczelni, był aktywnym członkiem organizacji Akcja Studencka. 19 stycznia 2012, kiedy Kolczenko i jego towarzysze, po projekcji filmu o Baburowej podróżowali pociągiem, zostali zaatakowani przez 30 nacjonalistów, którzy używali noży.
W lutym 2014 Kolczenko uczestniczył w kampanii ekologicznej przeciwko budowie dużego portu na Krymie Zachodnim przez przedsiębiorców z Chin.

### Aresztowanie
16 maja 2014 Kolczenko, Ołeh Sencow oraz kilku innych aktywistów politycznych, zostali zatrzymani przez funkcjonariuszy Federalnej Służby Bezpieczeństwa Federacji Rosyjskiej w centrum Symferopola. Po pewnym czasie Kolczenko został przeniesiony do Moskwy, do więzienia w Lefortowie.
25 sierpnia 2015 sąd w Rosji w Rostowie nad Donem wymierzył Kolczence karę 10 lat łagru. Został oskarżony o terroryzm, w tym o podpalenie siedziby Jednej Rosji (do czego się przyznał), planowanie obalenia pomnika Lenina, a także współpracę z Prawym Sektorem, który w Rosji jest organizacją zakazaną. W listopadzie wyrok podtrzymał rosyjski Sąd Najwyższy.
W czerwcu 2018 Sejm RP przyjął rezolucję wzywającą Federację Rosyjską do uwolnienia ukraińskich więźniów politycznych, w tym Ołeha Sencowa i Ołeksandra Kolczenki.
3 sierpnia 2015 Stowarzyszenie Memoriał uznało Ołeksandra Kolczenkę oraz Ołeha Sencowa za więźniów politycznych.

### Po wyzwoleniu
Dnia 7 września 2019 w związku z wymianą więźniów został zwolniony.
Po inwazji Rosji na Ukrainę w 2022 roku Kolczenko przeszedł wiosną w Kijowie szkolenie bojowe, a następnie podpisał kontrakt z Siłami Zbrojnymi Ukrainy. Walczy na południu kraju. W kwietniu ożenił się.